# IiRDS
iiRDS (intelligent information Request and Delivery Standard) ist ein technischer Standard für die Auslieferung von digitalen Anwenderinformationen, z. B. elektronischen Betriebsanleitungen und Gebrauchsanleitungen. iiRDS ist kostenfrei nutzbar und unter einer Creative-Commons-Lizenz veröffentlicht.
iiRDS wurde ab 2016 von einer Expertengruppe der tekom (Fach- und Berufsverband für Technische Kommunikation) entwickelt. Seit 2018 wird der Standard vom iiRDS-Konsortium gepflegt und weiterentwickelt.
Das Ziel des iiRDS ist es, einen Auslieferungsstandard zu erstellen, der eine herstellerübergreifende Lieferung, Austausch und Aggregation von Anwenderinformationen ermöglicht. Dies ist vor allem im Rahmen von Industrie-4.0-Lösungen erforderlich, um die Technische Dokumentation verschiedener Hersteller in Anlagen und Smart-Factories miteinander zu verknüpfen. iiRDS soll dabei nicht die Art und Weise, wie Inhalte erstellt und verwaltet werden, standardisieren, sondern ausschließlich das Auslieferungsformat. Dies soll es ermöglichen, dass unterschiedliche technische Systeme, mit denen technische Dokumentationen und Anwenderinformationen erstellt werden, genutzt werden können, zum Beispiel verschiedene Content-Management-Systeme.
Mit iiRDS-Metadaten angereicherte Inhalte können in Self-Service-Portalen, Dokumentationsportalen oder Apps schneller und gezielter gefunden werden, da sie u. a. Such- und Filterfunktionen unterstützen.

## Bestandteile
iiRDS besteht aus zwei wesentlichen Bestandteilen:
- Metadaten-Modell für die Domäne der Technischen Dokumentation als Ontologie, das als Grundlage für die Anreicherung der Anwenderinformationen mit Metadaten dienen kann
- Paketformat, das die Ablagestruktur der ausgelieferten Anwenderinformationen definiert

### Metadatenmodell
Das Metadatenmodell von iiRDS ist technisch im Format RDFS modelliert. Die RDFS-Dateien können nach einer Registrierung kostenfrei von der Website des iiRDS-Konsortiums heruntergeladen werden.
Die iiRDS-Metadaten können Textfragmenten, Topics oder Dokumenten zugewiesen werden. Das Modell beruht auf der PI-Klassifikation und definiert u. a. folgende Arten von Metadaten:
Informationsart (InformationType)

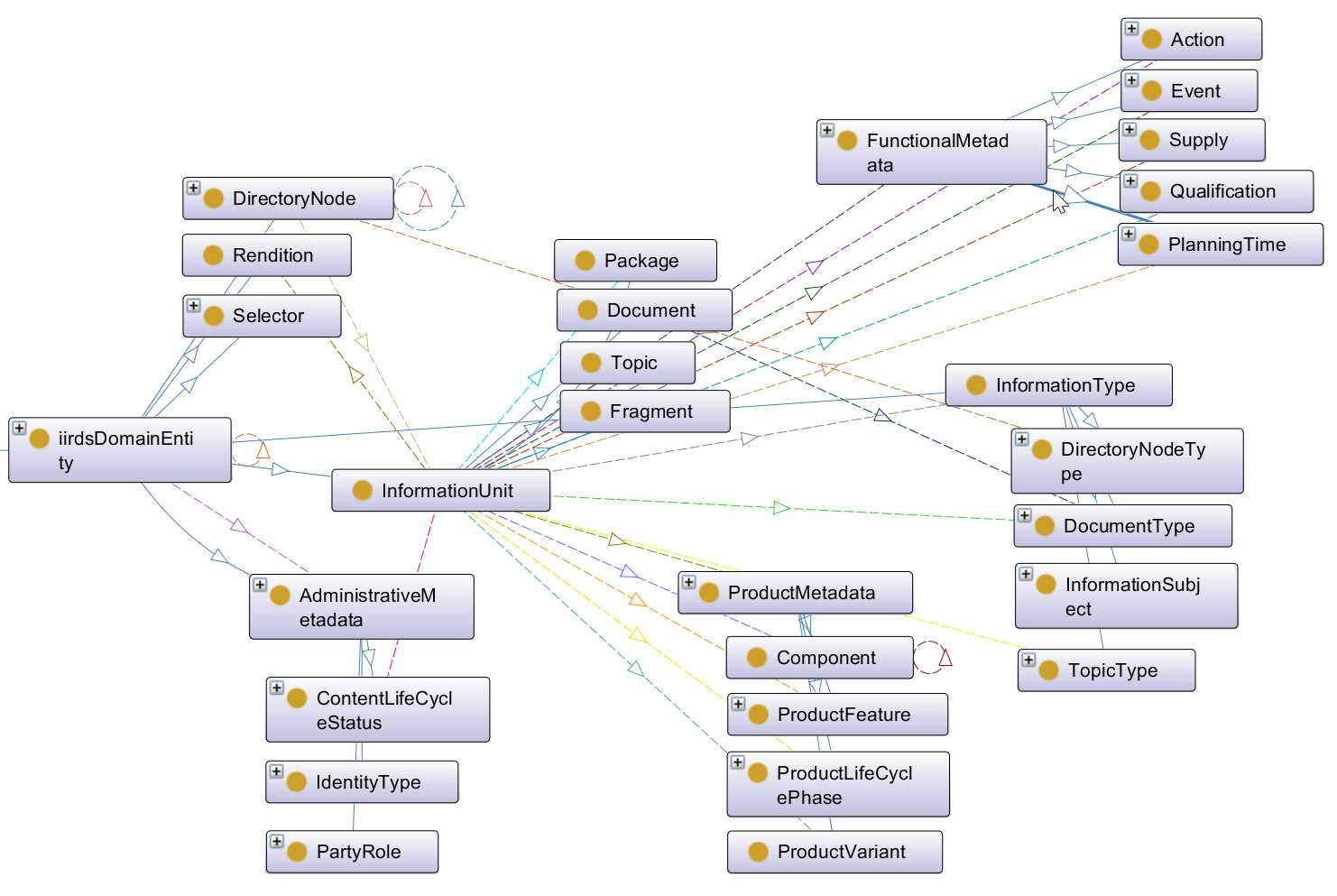
Überblick über die iiRDS-Metadaten im Tool Protégé

- Topic-Typ, zum Beispiel Task, Concept, Reference, ähnlich den Topic-Arten in DITA
- Dokumentart, zum Beispiel Wartungsanleitung und Betriebsanleitung
- Informationsthema, zum Beispiel Sicherheit und technische Daten

Produktmetadaten
- Komponente
- Produktvariante
- Produktmerkmal
- Phase des Produktlebenszyklus

Funktionale Metadaten
- Ereignisse wie Fehler
- häufige Benutzeraktionen wie Aufstellen, Anbauen oder Einrichten
- Planungszeiten wie Wartungsintervalle und Arbeitsdauer
- erforderliche Qualifikation der Zielgruppe
- Hilfsmittel wie Werkzeuge, Ersatzteile und Verbrauchsmittel

Verwaltungsmetadaten
- Identifikation, Status und Herkunft von Inhalt, Produkt und Komponente
- verantwortliche Organisation und deren Rolle für Inhalt, Produkt und Komponente
- Navigationsmetadaten für den Aufbau von Verzeichnisstrukturen

Organisationen, die iiRDS einsetzen, können das Metadatenmodell von iiRDS erweitern, indem sie eigene Unterklassen oder eigene Objekte innerhalb bestehender Klassen hinzufügen. iiRDS sieht das explizit vor und enthält bereits so genannte Andockpunkte, z. B. für das Anknüpfen von Produktmetadaten oder Rollendefinitionen.

### Paketformat
Ein iiRDS-Paket ist technisch gesehen ein ZIP-Container. Es enthält die auszuliefernden Inhalte und die dazugehörigen Metadaten als RDF. Für das Format der Inhalte definiert iiRDS zwei Varianten:
- Nicht eingeschränkte Pakete enthalten Inhalte in beliebigen Formaten, zum Beispiel als PDF, HTML, XML, MP4, SVG oder Office-Dateien.
- Eingeschränkte Pakete im so genannten iiRDS/A-Format enthalten Inhalte ausschließlich in fest definierten Formaten und sind in sich abgeschlossen. Die vorgegebenen Formate sind PDF/A, eine eingeschränkte Medienformatauswahl und XHTML5 mit Einschränkungen bei Element und Attributen. In sich abgeschlossen sind iiRDS-Pakete, wenn die Inhaltsdateien nur Verweise auf Dateien innerhalb der Pakete enthalten. Durch die Einschränkungen im iiRDS/A-Format soll sichergestellt werden, dass alle iiRDS-fähigen Anwendungen die Inhalte gleich bzw. sehr ähnlich und mit möglichst geringem technischen Aufwand verarbeiten und darstellen können.

Aufgrund der Koordination zwischen iiRDS und dem Standard VDI 2770 ist es seit 2020 möglich, hybride Pakete zu generieren, die beiden Standards für die Auslieferung von technischer Dokumentation gerecht werden.

## iiRDS-Konsortium
Zum iiRDS-Konsortium gehören neben Industrieunternehmen auch Hersteller von Content-Management- und Content-Delivery-Lösungen sowie Beratungs- und Dienstleistungsunternehmen. Das Konsortium steuert die Weiterentwicklung des Standards, bietet Trainings zum iiRDS an und veröffentlicht Schriften und Anwendungsrichtlinien zum Standard.
Das iiRDS-Konsortium ist folgendermaßen organisiert:
- Die Arbeitsgruppen „Entwicklung“, „Validierung und Tools“ sowie „Standardisierung“ treiben die Entwicklung des Standards sowie die Normung von iiRDS voran.
- Das Steering Committee steuert die Roadmap und die strategische Ausrichtung von iiRDS und koordiniert sich mit anderen Standardisierungsinitiativen und -organisationen, wie z. B. dem VDI, dem DKE oder der Plattform Industrie 4.0.
- Die Präsentation der Ergebnisse der Konsortiumsarbeit und die Wahl der Gremien finden auf dem Jahresmeeting (Annual Meeting) statt.

## iiRDS-Anwendungen
Die iiRDS-Spezifikation definiert zwei Kategorien von Werkzeugen innerhalb der iiRDS-Toolkette:
- iiRDS-Generator: Software, die iiRDS-Pakete aus Inhalten erzeugt. Dies können u. a. Redaktionssysteme, Autorensysteme und Transformationswerkzeuge und -dienste sein.
- iiRDS-Consumer: Software, die iiRDS-Pakete entgegennimmt und verarbeitet. Dies können u. a. Content-Delivery-Portale oder Self-Service-Portale sein.

iiRDS selbst definiert nicht die Art und Weise der Erzeugung oder Verarbeitung von iiRDS-Paketen, sondern definiert lediglich ein standardisiertes Format für die Strecke zwischen iiRDS-Generator und iiRDS-Consumer.
Zur Unterstützung der Anwendung stellt das iiRDS-Konsortium ein Open-Toolkit als kostenfreien Webservice zur Verfügung, mit dem Inhalte wie z. B. PDF-Dateien mit Metadaten angereichert werden können. Das Toolkit erzeugt anschließend aus Inhalten und Metadaten ein gültiges iiRDS-Paket. Das iiRDS-Open-Toolkit ist damit ein iiRDS-Generator.